# میریام سیلوزو
میریام سیلوزو (به فرانسوی: Miriam Silesu) نویسنده زن قرن بیستم میلادی اهل فرانسه زادهٔ ۱۹۷۵ و درگذشتهٔ ۱۹۹۹ در اثر خودکشی است. او تنها یک مجموعه شعری با عنوان «Cinéraire» در کارنامهٔ خود دارد.